# Acker-Rose
Die Acker-Rose (Rosa agrestis), auch Feldrose und Hoher Hagedorn genannt, ist eine Pflanzenart aus der Gattung der Rosen (Rosa) innerhalb der Familie der Rosengewächse (Rosaceae).
Sie darf nicht mit Rosa arvensis verwechselt werden, die oft auch als Acker-Rose bezeichnet wird.

## Beschreibung

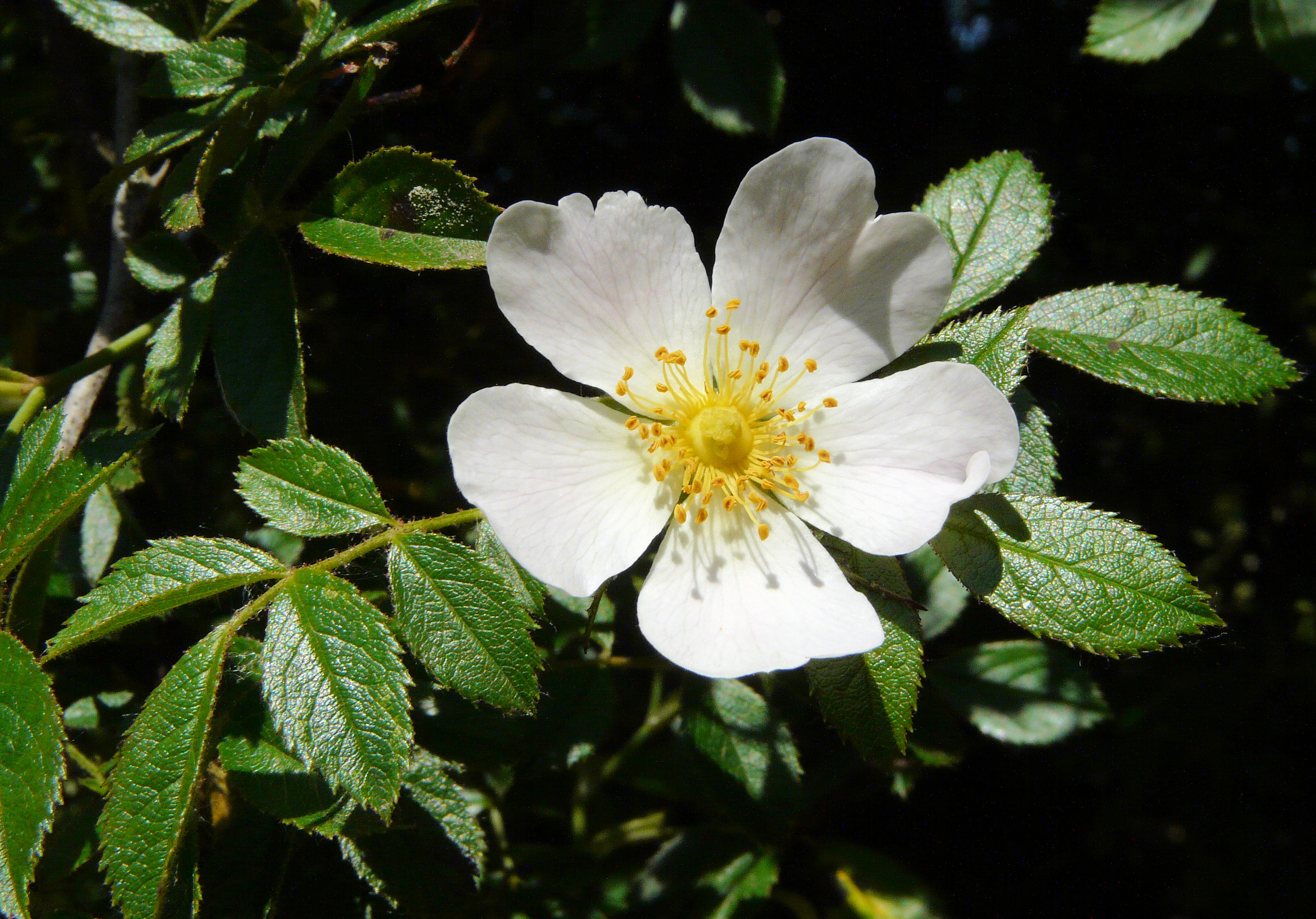
Fünfzählige Blüte mit den vielen gelben Staubblättern

Die Acker-Rose ist ein lockerwüchsiger, langästiger Strauch, der Wuchshöhen von über 2 Metern erreicht. Die gleichartigen, hakig gekrümmten Stacheln stehen meist einzeln unter den Blattachseln. Die auffällig zierlichen Laubblätter sind meist siebenzählig gefiedert. Die dunkelgrün glänzenden Blättchen sind keilig verschmälert bis verkehrt-eiförmig, spitz gezähnt, zusammengesetzt drüsig und unterseits und auf der Blattrhachis mit lockeren, schwarzen Drüsen besetzt. Im Frühsommer verbreiten die Blätter beim Reiben einen Duft nach Äpfeln.
Die Blüten stehen meist einzeln, seltener zu zweit bis dritt, dann in lockeren Blütenständen. Die zwittrigen Blüten sind radiärsymmetrisch und fünfzählig mit doppelter Blütenhülle. Die fünf Kelchblätter sind fiederteilig, nach der Blüte zurückgebogen und bald abfallend. Die fünf freien, weißen, oft blass rosafarben angehauchten Kronblätter sind sehr breit verkehrt-eiförmig und vorne mäßig tief herzförmig eingebuchtet. Das Griffelköpfchen ist verlängert, kahl, der Griffelkanal schmal und unter 1 Millimeter im Durchmesser.
Die Frucht ist kugelig bis eiförmig, glatt und bei Reife scharlachrot.
Die Chromosomenzahl beträgt 2n = 35 oder 42.

## Vorkommen

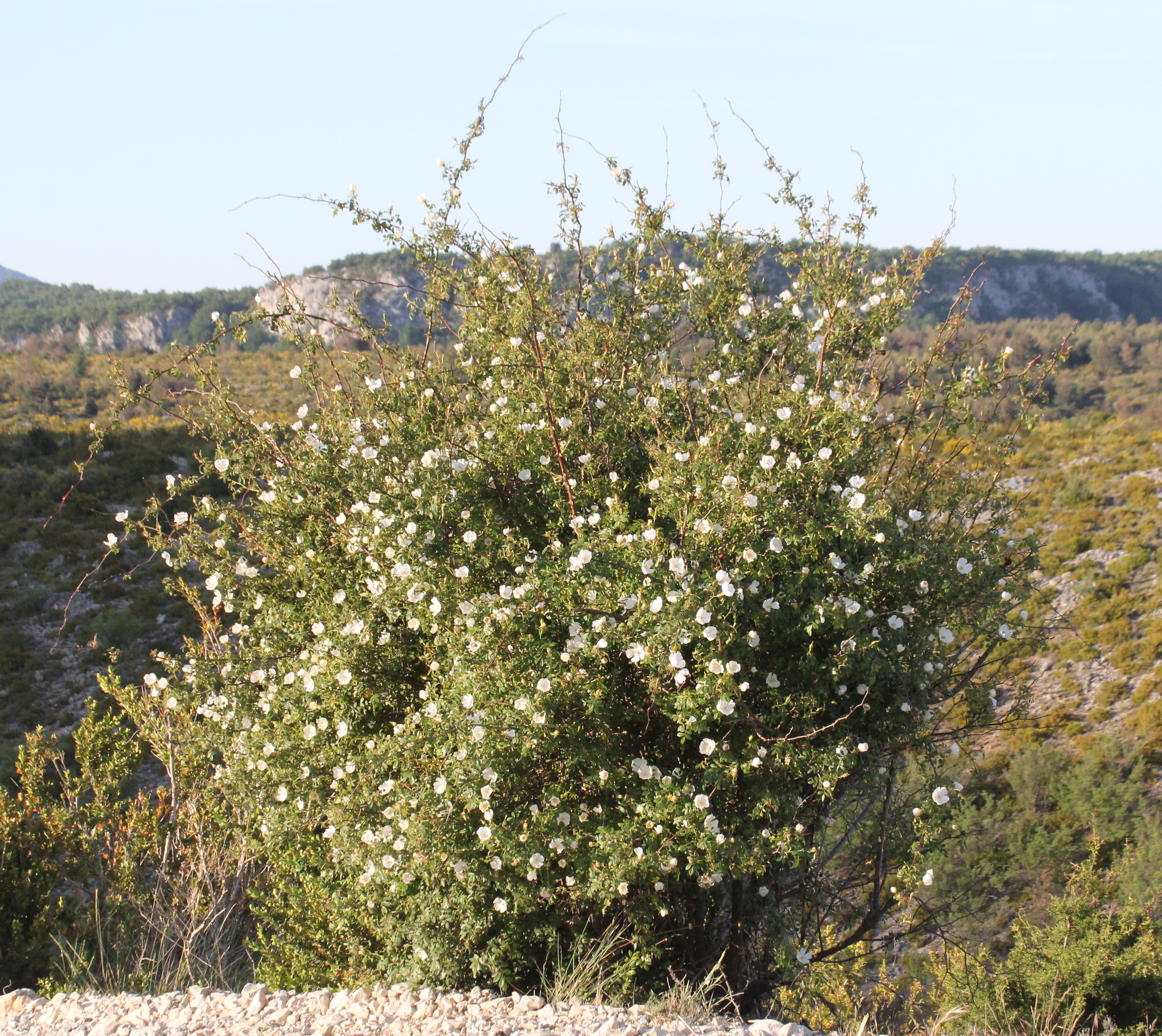
Rosa agrestis-Strauch in freier Natur

Die Acker-Rose ist ein submediterran-subatlantisches Florenelement. Ihr Verbreitungsgebiet erstreckt sich von den Mittelmeerländern mit den Atlasländern bis zum Süden der Britischen Inseln, dem südlichen Mitteleuropa und den Alpen. Das Hauptverbreitungsgebiet der Acker-Rose liegt in Süd- und Westeuropa. Sie kann sich in Mitteleuropa nur an Standorten mit wintermildem Klima halten. Manche mitteleuropäische Standorte sind möglicherweise durch menschliche Einwirkung entstanden, also nicht eigentlich ursprünglich. In Mitteleuropa kommt sie im Tiefland nur sehr vereinzelt vor (beispielsweise zwischen Kiel und Lübeck), auch sonst ist sie in Mitteleuropa sehr selten und fehlt in größeren Gebieten. In Österreich und in der Schweiz ist sie selten. 
Sie übersteigt in den Kalkalpen kaum Höhenlagen von über 1200 Metern. In den Allgäuer Alpen steigt sie am Südfuß des Grünten bis zu einer Höhenlage von 1100 Metern auf. Die Acker-Rose besiedelt in Mitteleuropa Waldränder, lichte Laubwälder und geht auch in Auwälder. Die Acker-Rose braucht tiefgründige, lockere etwas humus- und kalkhaltige, nicht zu trockene Lehm- oder Tonböden. Sie ist eine Charakterart der Ordnung Prunetalia, kommt aber auch in Gesellschaften der Ordnung Fagetalia und des Verbands Alnion vor, in Mitteleuropa aber – entgegen dem Namen Acker-Rose – nicht auf Äckern.

## Systematik
Die Erstveröffentlichung von Rosa agrestis erfolgte durch Gaetano Savi. Das Artepitheton agrestis bedeutet „auf Äckern wachsend“ Ein Synonym für Rosa agrestis Savi ist Rosa sepium Thuill.
Rosa agrestis gehört zur Sektion Hundsrosen (Caninae) aus der Gattung Rosen (Rosa).